# Вайнвілльські вбивства
Вайнвілльські вбивства в курникові (англ. Wineville Chicken Coop Murders), також відомі як Вайнвілльські курячі вбивства (англ. Wineville Chicken Murders) — серія викрадень та вбивств хлопчиків у Лос-Анджелесі та окрузі Ріверсайд штату Каліфорнія, здійснених 1928 року. Викрадення привернули увагу громадськості США, а події, пов'язані з ними, призвели до викриття корупції в поліцейському департаменті Лос-Анджелеса.

## Свідчення Сенфорда Кларка

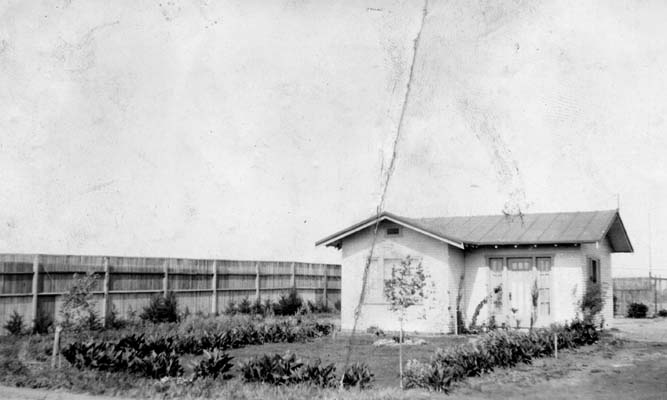
Ранчо Норткотта у Вайнвіллі

1926 року Ґордон Стюарт Норткотт (англ. Gordon Stewart Northcott) забрав, з дозволу його батьків, свого 13-літнього племінника Сенфорда Веслі Кларка (англ. Sanford Wesley Clark) з його дому в Саскатуні канадської провінції Саскачеван та перевіз його на своє ранчо в переписній місцевості Вайнвілль (1930 року була перейменована на Міра-Лому, зараз поділена між містами Джурупа-Веллі та Іствейл) в окрузі Ріверсайд, де піддавав юнака фізичному та сексуальному насиллю. 1928 року сестра Сенфорда, 19-річна Джессі Кларк, відвідала брата на ранчо Норткотта, після чого повідомила владу США про те, що відбувається на ранчо з її молодшим братом. У вересні того ж року на ранчо Норткотта прибула поліція Лос-Анджелеса. Поліцейські заарештували Сенфорда, оскільки Джессі заявила, що її брата було перевезено через канадський кордон нелегально. Неочікувано Сенфорд розповів, що Ґордон Норткотт викрав та вбив трьох маленьких хлопчиків за співучасті своєї матері (бабусі Сенфорда) Сари Луїзи Норткотт (англ. Sarah Louise Northcott), а також силою та погрозами примушував брати участь у цьому самого Сенфорда.
Сенфорд повідомив, що для знищення тіл використовувалося негашене вапно, а залишки закопувалися на території ранчо. Поліція знайшла поховання саме там, де вказав Сенфорд, але тіл у них не виявилося, оскільки Норткотт, дізнавшись, що хлопчика заарештовано й поліція розшукує його, завчасно викопав рештки та вивіз їх до пустелі, де вони повністю розклались. Тим не менш, у похованнях були віднайдені кров, частки волосся та кісток. При обшуку ранчо було знайдено також сокири з плямами крові. Сам же Ґордон Норткотт утік разом з матір'ю до Канади, де його й було заарештовано поблизу Вернона (провінція Британська Колумбія).
Троє вбитих хлопчиків були неофіційно упізнані як брати Льюїс та Нельсон Вінслоу та, ймовірно, Волтер Коллінз. За словами Сенфорда, крім цих трьох вбивств, Норткотт здійснив вбивство мексиканського хлопчика (який так ніколи й не був ідентифікований і тому в матеріалах справи зазначався як «Безголовий мексиканець»), але без участі Сенфорда або Сари Норткотт. Ґордон лише змусив Сенфорда знеголовити вже мертве тіло та спалити голову в пічці, а потім роздробити череп. Пізніше, під час слідства, Ґордон зізнався, що, не знайшовши іншого відповідного місця, він покинув обезголовлене тіло поблизу дороги неподалік від Ла-Пуенто.

## Слідство та суд
Двоє з убитих хлопчиків були упізнані як Льюїс та Нельсон Вінслоу (10 та 12 років відповідно), які зникли безвісти в Помоні 16 травня 1928 року. Третім хлопчиком, імовірно, був 9-річний Волтер Коллінз, який зник у Лос-Анджелесі 10 травня того ж року. Четвертого хлопчика так і не було ідентифіковано.
Канадська поліція заарештувала Ґордона Стюарта Норткотта та його матір 19 вересня 1928 року, але через помилки в документах їх було депортовано до Лос-Анджелесу лише 30 листопада. Сара Луїза Норткотт спочатку зізналась у вбивстві Коллінза, але потім відмовилась від своїх слів, як і Ґордон, який зізнався попередньо у вбивстві більш ніж п'ятьох дітей, але потім почав відмовлятися від своїх свідчень.

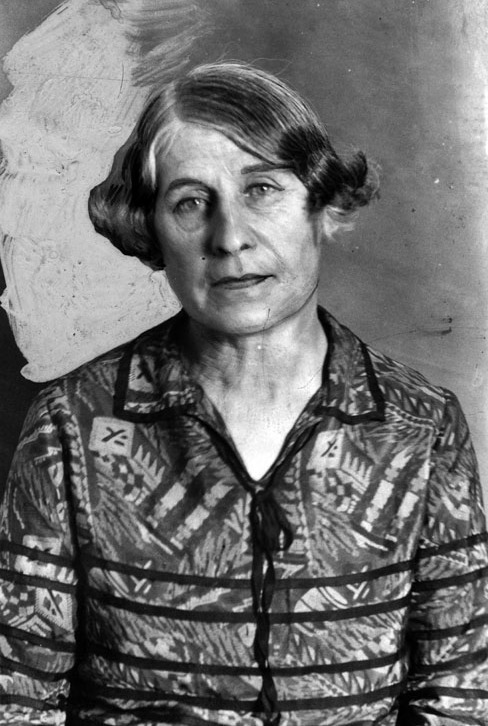
Сара Луїза Норткотт — матір та співучасниця злочинів Ґордона Норткотта

У підсумку Сара Норткотт взяла на себе провину у вбивстві Волтера Коллінза, і 31 грудня 1928 року її було засуджено до довічного ув'язнення. Вона відбувала строк у державній в'язниці Техачапі, звідки була умовно звільнена через менш ніж 12 років. Під час винесення вироку Сара стверджувала, що її син не винен, і зробила низку дивних заяв стосовно його походження. Приміром, вона говорила, що Ґордон насправді є сином англійського дворянина, що вона є бабусею Ґордона, а сам він — результат інцесту між її чоловіком Джорджем Сайрусом Норткоттом та їхньою донькою Вініфред. Вона також заявила, що в дитинстві Ґордон був підданий сексуальному насиллю з боку всіх членів родини. З її свідчень виходило, що вона сама фактично керувала Ґордоном. З її слів, коли вони прибули до Канади, Ґордон перебував у такому відчаї від здійсненого, що був готовий зізнатися в усьому вагонному провідникові. Сара Луїза Норткотт померла 1944 року.
Хоча й було прийнято вважати, що Ґордон Норткотт брав участь у вбивстві Волтера Коллінза, але оскільки його матір уже зізналася й була засуджена за вбивство Волтера, державний обвинувач не міг висунути будь-яких звинувачень проти Ґордона. Припускалось, що кількість жертв Ґордона становила 20 осіб, але поліція штату Каліфорнія не змогла надати судові переконливих доказів, аби підтримати цю версію, й у кінцевому підсумку обвинувальний акт проти Ґордона містив тільки вбивства невпізнаного мексиканського хлопчика та братів Вінслоу.
Судове засідання, на якому головував суддя Джордж Р. Фрідман, тривало 27 днів і закінчилось 8 лютого 1929 року. Норткотт був визнаний винним у вбивстві дитини, чию особу не вдалося встановити, та у вбивстві братів Вінслоу. 13 лютого 1929 року Ґордонові Норткотту було винесено вирок — смертна кара через повішення. Страта відбулась 2 жовтня 1930 року у в'язниці Сан-Квентін.

## Вбивці, жертви та інші учасники подій

### Ґордон Стюарт Норткотт
Ґордон Стюарт Норткотт народився в Саскачевані в Канаді та виріс в Британській Колумбії. 1924 року він переїхав до передмістя Лос-Анджелесу разом зі своїми батьками. Пізніше Норткотт купив земельну ділянку у Вайнвіллі, Каліфорнія, де облаштував пташине господарство та побудував будинок з допомогою батька, у якого був будівельний бізнес, та племінника Сенфорда Кларка. Саме під приводом допомоги в будівництві ранчо Норткотт привіз Сенфорда з Канади до Південної Каліфорнії. Ґордон Норткотт стверджував, що викрав невизначену кількість хлопчиків та ґвалтував їх на своєму ранчо. Зазвичай, після цього він відводив дітей додому й навіть інколи дозволяв їм самим іти, користуючись тим, що всі хлопчики викрадались ним з різних місць (ніколи з одного місця двічі) й до цього абсолютно не були з ним знайомі.
Поширилась чутка, що Норткотт «орендував» своїх жертв у багатих південнокаліфорнійських педофілів, але жодних доказів цього виявлено не було. Вважається, що невпізнанний мексиканський юнак став першою вбитою жертвою Норткотта. Його другою вбитою жертвою ймовірно став 9-річний Волтер Коллінз.
Про вбивство Волтера Коллінза було відомо лише зі слів Сенфорда Кларка. Через декілька днів після викрадення Волтера, Норткотту зателефонувала його матір, Сара Луїза Норткотт, яка повідомила йому, що збирається приїхати на ранчо на декілька днів. Шлях зайняв у неї приблизно годину. До приїзду Сари, Волтера було закрито в курникові, але, внаслідок попередніх інцидентів у родині, Сара добре знала, що її син був педофілом, й тому їй видалося підозрілими як сам курник, так й прохання Ґордона триматися від будівлі подалі. В якийсь момент Сара все-таки знайшла Волтера. Відповідно до свідчень Сенфорда Кларка, вона сказала Ґордонові, що Волтер, якщо його відпустять, може викрити його, так як Ґордон колись працював у супермаркеті, де Волтер робив закупи для своєї матері Крістін Коллінз. Сара спитала, як Ґордон міг бути настільки дурним, аби викрасти й зґвалтувати хлопчика, який раніше бачив його й міг упізнати. Як пізніше виявилося, Волтер Коллінз сподобався Ґордону ще в супермаркеті. Він навіть підійшов тоді до хлопчика й спитав: «Ти не хотів би поїхати на моє ранчо й покататися на поні?», це відомо тому, що пізніше в своїх свідченнях Норткотт згадував, що хлопчику подобались поні.
Оскільки Волтер й справді міг викрити Норткотта, Сара сказала йому, що хлопчик знає забагато й його треба терміново «змусити замовкнути». Сенфорд Кларк пізніше засвідчив, що Сара вирішила, що у вбивстві Волтера Коллінза вони повинні брати участь всі разом, втрьох, тому що тоді ніхто не подумає про те, аби піти до поліції з доносом. Ґордон Норткотт пропонував використати пістолет, але Сара побоялася, що галас приверне увагу сусідів. Знаряддям убивства було обрано тупий кінець руків'я сокири, яку пустили в хід, коли Волтер спав на ліжку в курникові. Ґордон, місіс Норткотт та Сенфорд Кларк почергово завдали Волтерові ударів, кожен з яких був смертельним. Аналогічним способом вони розправилися й із братами Вінслоу.

#### Сім'я Норткотт
|              |              |              |              |              |              |  |  |              |              | Сара Луїза Норткотт | Сара Луїза Норткотт | Сара Луїза Норткотт | Сара Луїза Норткотт | Сара Луїза Норткотт | Сара Луїза Норткотт |                                                       |                                                       |                                                       |                                                       |                                                       |                                                       | Джордж Сайрус Норткотт | Джордж Сайрус Норткотт | Джордж Сайрус Норткотт                           | Джордж Сайрус Норткотт                           | Джордж Сайрус Норткотт                           | Джордж Сайрус Норткотт                           |                                                  |                                                  |  |  |  |  |
|              |              |              |              |              |              |  |  |              |              | Сара Луїза Норткотт | Сара Луїза Норткотт | Сара Луїза Норткотт | Сара Луїза Норткотт | Сара Луїза Норткотт | Сара Луїза Норткотт |                                                       |                                                       |                                                       |                                                       |                                                       |                                                       | Джордж Сайрус Норткотт | Джордж Сайрус Норткотт | Джордж Сайрус Норткотт                           | Джордж Сайрус Норткотт                           | Джордж Сайрус Норткотт                           | Джордж Сайрус Норткотт                           |                                                  |                                                  |  |  |  |  |
|              |              |              |              |              |              |  |  |              |              |                     |                     |                     |                     |                     |                     |                                                       |                                                       |                                                       |                                                       |                                                       |                                                       |                        |                        |                                                  |                                                  |                                                  |                                                  |                                                  |                                                  |  |  |  |  |
|              |              |              |              |              |              |  |  |              |              |                     |                     |                     |                     |                     |                     |                                                       |                                                       |                                                       |                                                       |                                                       |                                                       |                        |                        |                                                  |                                                  |                                                  |                                                  |                                                  |                                                  |  |  |  |  |
|              |              |              |              |              |              |  |  | Джон Кларк   | Джон Кларк   | Джон Кларк          | Джон Кларк          | Джон Кларк          | Джон Кларк          |                     |                     | Вініфред Норткотт Кларк                               | Вініфред Норткотт Кларк                               | Вініфред Норткотт Кларк                               | Вініфред Норткотт Кларк                               | Вініфред Норткотт Кларк                               | Вініфред Норткотт Кларк                               |                        |                        | Гордон Стюарт Норткотт (п. 1906 – 2 жовтня 1930) | Гордон Стюарт Норткотт (п. 1906 – 2 жовтня 1930) | Гордон Стюарт Норткотт (п. 1906 – 2 жовтня 1930) | Гордон Стюарт Норткотт (п. 1906 – 2 жовтня 1930) | Гордон Стюарт Норткотт (п. 1906 – 2 жовтня 1930) | Гордон Стюарт Норткотт (п. 1906 – 2 жовтня 1930) |  |  |  |  |
|              |              |              |              |              |              |  |  | Джон Кларк   | Джон Кларк   | Джон Кларк          | Джон Кларк          | Джон Кларк          | Джон Кларк          |                     |                     | Вініфред Норткотт Кларк                               | Вініфред Норткотт Кларк                               | Вініфред Норткотт Кларк                               | Вініфред Норткотт Кларк                               | Вініфред Норткотт Кларк                               | Вініфред Норткотт Кларк                               |                        |                        | Гордон Стюарт Норткотт (п. 1906 – 2 жовтня 1930) | Гордон Стюарт Норткотт (п. 1906 – 2 жовтня 1930) | Гордон Стюарт Норткотт (п. 1906 – 2 жовтня 1930) | Гордон Стюарт Норткотт (п. 1906 – 2 жовтня 1930) | Гордон Стюарт Норткотт (п. 1906 – 2 жовтня 1930) | Гордон Стюарт Норткотт (п. 1906 – 2 жовтня 1930) |  |  |  |  |
|              |              |              |              |              |              |  |  |              |              |                     |                     |                     |                     |                     |                     |                                                       |                                                       |                                                       |                                                       |                                                       |                                                       |                        |                        |                                                  |                                                  |                                                  |                                                  |                                                  |                                                  |  |  |  |  |
|              |              |              |              |              |              |  |  |              |              |                     |                     |                     |                     |                     |                     |                                                       |                                                       |                                                       |                                                       |                                                       |                                                       |                        |                        |                                                  |                                                  |                                                  |                                                  |                                                  |                                                  |  |  |  |  |
| Джессі Кларк | Джессі Кларк | Джессі Кларк | Джессі Кларк | Джессі Кларк | Джессі Кларк |  |  | Джун Кларк   | Джун Кларк   | Джун Кларк          | Джун Кларк          | Джун Кларк          | Джун Кларк          |                     |                     | Сенфорд Веслі Кларк (1 березня 1913 – 20 червня 1991) | Сенфорд Веслі Кларк (1 березня 1913 – 20 червня 1991) | Сенфорд Веслі Кларк (1 березня 1913 – 20 червня 1991) | Сенфорд Веслі Кларк (1 березня 1913 – 20 червня 1991) | Сенфорд Веслі Кларк (1 березня 1913 – 20 червня 1991) | Сенфорд Веслі Кларк (1 березня 1913 – 20 червня 1991) |                        |                        | Кеннет Кларк                                     | Кеннет Кларк                                     | Кеннет Кларк                                     | Кеннет Кларк                                     | Кеннет Кларк                                     | Кеннет Кларк                                     |  |  |  |  |
| Джессі Кларк | Джессі Кларк | Джессі Кларк | Джессі Кларк | Джессі Кларк | Джессі Кларк |  |  | Джун Кларк   | Джун Кларк   | Джун Кларк          | Джун Кларк          | Джун Кларк          | Джун Кларк          |                     |                     | Сенфорд Веслі Кларк (1 березня 1913 – 20 червня 1991) | Сенфорд Веслі Кларк (1 березня 1913 – 20 червня 1991) | Сенфорд Веслі Кларк (1 березня 1913 – 20 червня 1991) | Сенфорд Веслі Кларк (1 березня 1913 – 20 червня 1991) | Сенфорд Веслі Кларк (1 березня 1913 – 20 червня 1991) | Сенфорд Веслі Кларк (1 березня 1913 – 20 червня 1991) |                        |                        | Кеннет Кларк                                     | Кеннет Кларк                                     | Кеннет Кларк                                     | Кеннет Кларк                                     | Кеннет Кларк                                     | Кеннет Кларк                                     |  |  |  |  |
|              |              |              |              |              |              |  |  |              |              |                     |                     |                     |                     |                     |                     |                                                       |                                                       |                                                       |                                                       |                                                       |                                                       |                        |                        |                                                  |                                                  |                                                  |                                                  |                                                  |                                                  |  |  |  |  |
|              |              |              |              |              |              |  |  |              |              |                     |                     |                     |                     |                     |                     |                                                       |                                                       |                                                       |                                                       |                                                       |                                                       |                        |                        |                                                  |                                                  |                                                  |                                                  |                                                  |                                                  |  |  |  |  |
|              |              |              |              |              |              |  |  | Джеррі Кларк | Джеррі Кларк | Джеррі Кларк        | Джеррі Кларк        | Джеррі Кларк        | Джеррі Кларк        |                     |                     | Роберт Кларк                                          | Роберт Кларк                                          | Роберт Кларк                                          | Роберт Кларк                                          | Роберт Кларк                                          | Роберт Кларк                                          |                        |                        |                                                  |                                                  |                                                  |                                                  |                                                  |                                                  |  |  |  |  |

### Сенфорд Кларк
Старша сестра Сенфорда Джессі підозріло поставилась до надто веселих листів брата, у яких він повідомляв, що почуває себе добре на ранчо дядька, й тому приїхала туди на декілька днів у гості. Хоча Джессі так до ладу нічого й не помітила, її дуже сильно злякала поведінка Норткотта, а одного разу вночі Сенфорду вдалося повідомити їй таємно невелику кількість правди, й, аби забрати його звідти, Джессі повідомила владі, що її брат перебуває в країні нелегально.

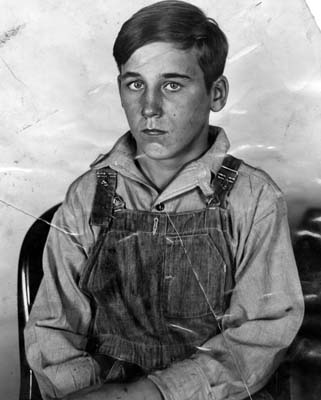
Сенфорд Веслі Кларк (1 березня 1913 — 20 червня 1991), один з хлопчиків, які стали жертвами Ґордона Норткотта та змушений ним здійснювати вбивства інших хлопчиків

Сенфорда Кларка ніколи не судили за ці вбивства, оскільки помічник окружного прокурора Лойял С. Келлі твердо був переконаний, що Сенфорд є безневинною жертвою, що діяла під погрозами та сексуальним насиллям Ґордона, і що добровільним учасником злочинів він точно не був. Келлі вдалося вмовити Сенфорда підписати контракт про спрямування його до школи Вітт'єра для хлопчиків (пізніше перейменовану на Виправний заклад Фреда С. Нелльса для молоді), де тоді наповну йшла експериментальна програма для малолітніх правопорушників. Келлі впевнив Сенфорда, що ця школа допоможе йому повністю відновитися. Сенфорд Кларк за контрактом був засуджений до п'яти років перебування в цій школі, але пізніше його покарання було скорочено до 23 місяців, оскільки, за словами керівництва школи, Сенфорд справив на них враження своїм характером, навичками роботи та особистим бажанням жити робочим життям протягом трьох років, що лишались. Після випуску зі школи «покарання» Сенфорда, призначене окружним прокурором, було сприйнято як виконане, й тому Сенфорд повернувся назад до Канади, де все своє життя дотримувався настанов Келлі, який на прощання наставляв його використати даний йому шанс таким чином, аби його реабілітація не пройшла даремно. Загалом окружний прокурор Лойял С. Келлі, школа Вітт'єра, сім'я Сенфорда — дружина Джун, син Джеррі та сестра Джессі — допомогли йому в подальшому повністю вилікуватись від фізичних та емоційних травм, завданих Ґордоном Норткоттом.
Сенфорд брав участь у Другій світовій війні, а потім протягом 28 років працював у канадській поштовій службі. Він одружився, і вони разом з дружиною Джун всиновили та виховали двох хлопчиків. Джун та Сенфорд прожили разом 55 років і були активними членами різноманітних громадських організацій. Сенфорд Веслі Кларк помер 1991 року у віці 78 років і був похований на Саскатунському цвинтарі у Вудлаунді.

### Крістін та Волтер Коллінзи
Волтер Джеймс Коллінз-старший (англ. Walter James Collins, Sr.) (1 лютого 1890 — 18 серпня 1932)

Крістін Іда Данн Коллінз (англ. Christine Ida Dunne Collins) (п. 1891 — 8 грудня 1964)

Волтер Джеймс Коллінз-молодший (23 вересня 1918 — березень 1928) за припущеннями вбитий в дев'ятирічному віці

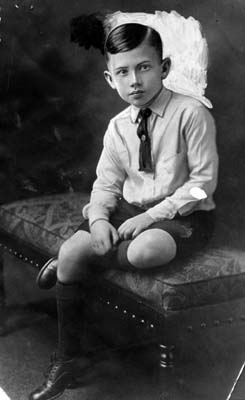
Волтер Коллінз, тіло якого так і не змогли віднайти, у віці семи років

Дев'ятирічний Волтер Коллінз зник у Лінкольн Гейтс у Лос-Анджелесі 10 березня 1928 року, після того як його матір Крістін Коллінз, яка працювала телефоністкою, дала йому десять центів, аби він сходив до місцевого театру. Спочатку Крістін та поліція вирішили, що хлопчика викрали вороги Волтера-старшого, за яким було вісім озброєних пограбувань та який на той час знаходився в каліфонійській в'язниці Фолсом. Проробляючи цю версію, поліція обшукала довколишні озера, але тіла хлопчика так і не знайшли.

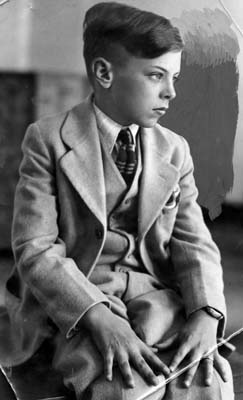
Артур Гатчінс, який видавав себе за Волтера Коллінза

Зникнення Волтера Коллінза привернуло загальнонаціональну увагу, але, не зважаючи на те, що поліцейське управління Лос-Анджелеса кинуло на цю справу біля сотні співробітників, розслідування не просувалось. Через п'ять місяців після зникнення Волтера, коли спільнота Лос-Анджелеса вже почала активно критикувати поліцію міста та здійснювати на неї суспільний тиск, раптово в Де-Кальбе в Іллінойсі з'явився хлопчик, який називав себе Волтером Коллінзом. Коллінз заплатила 70$, аби хлопчика повернули назад до Лос-Анджелесу. Возз'єднання Крістін з хлопчиком було організовано лос-анджелеською поліцією, яка сподівалась таким чином перекреслити всі негативні відгуки, які було висловлено в їх адресу, поки вони розслідували цю справу. Поліція також сподівалась, що цей випадок відволіче увагу преси від корупції, якою була заплямована репутація відділу з розслідування вбивств. Але при зустрічі Крістін заявила, що цей хлопчик не Волтер. Капітан поліції, який розслідував цю справу, Джей Джей Джонс (англ. J. J. Jones) порадив їй не робити поспішних висновків, а відвести хлопчика до себе додому на декілька тижнів, аби там вже врешті-решт все обдумати, й Коллінз, яка пережила сильне емоційне виснаження, погодилась.
Три тижні по тому Крістін Коллінз прийшла до Джонса й продовжила наполягати, що цей хлопчик не є її сином. При собі вона мала свідчення стоматологів та свідчення її знайомих, які теж відмовились визнати в хлопчикові Волтера. Тоді Джонс помістив Коллінз до психіатричного відділення Окружної лікарні Лос-Анджелесу з діагнозом «Код 12», під яким в той час саджали до тюрем та лікарень людей, яких вважали небезпечними для суспільства. Через п'ять днів після ув'язнення Крістін Коллінз капітан Джонс допитав хлопчика, й той зізнався, що він насправді є 12-річним Артуром Джейкобом Гатчінсоном (англ. Arthur Jacob Hutchins) з Айови. Виявилось, що якийсь безпритульний в придорожньому іллінойсському кафе звернув увагу Гатчінса на його подібність до зниклого Волтера. В хлопчика ж була мрія дістатися Голлівуду, аби побачити там свого улюбленого актора Тома Мікса, й тому він вирішив удати з себе Волтера Коллінза. Через десять днів після зізнання Гатчінса Крістін Коллінз було звільнено з психіатричної лікарні й відразу ж вона почала вести судовий процес проти поліцейського управління Лос-Анджелесу. Історію, засновану на цих подіях, описано в фільмі 2008 року «Підміна», але там Гатчінс зізнається в омані вже після звільнення Коллінз.
Сенфорд Кларк так само не зміг упізнати в Гатчинсові Волтера Коллінза.
У кінцевому підсумку 13 вересня 1930 року Крістін Коллінз виграла судовий процес проти капітана Джонса й мала отримати компенсацію в розмірі 10 800 доларів (станом на 2010 рік — приблизно 138 000 доларів), яку Джонс їй не виплатив.

#### Повторні пошуки Волтера Коллінза
Коли 7 грудня 1928 року Ґордона Норткотта було депортовано з Канади до Державного тюремного шпиталю Ріверсайду, де він дав інтерв'ю, в Крістін Коллінз з'явилась (з якихось особистих причин) надія на те, що її син може бути ще живим. На суді вона спитала Норткотта, чи правда те, що він вбив її сина, й у відповідь отримала зізнання, в якому не було жодної логіки й правду було сплутано з брехнею, з чого Коллінз зробила висновки, що Норткотт божевільний. Оскільки Норткотт, за його твердженням, не міг згадати, чи зустрічав він Волтера, й не міг згадати, чи вбивав він його, Крістін сподівалась, що її син все ще живий. В жовтні 1930 року Ґордон Норткотт надіслав Крістін Коллінз телеграму, в якій стверджував, що брехав, коли казав, що серед його жертв був її Волтер. За декілька годин до страти Норткотта у в'язниці Сан-Квентін Коллінз стала першою жінкою, яка більше, ніж за тридцять років, отримала дозвіл відвідати серійного вбивцю напередодні його страти. Він пообіцяв сказати їй правду, якщо вона приїде до нього особисто, але коли вона приїхала, став ухилятись від зустрічі. «Я не хочу бачити вас, — сказав він, — я нічого не знаю про це, я не винен». Зі слів преси, хоча Крістін Коллінз була цим дуже ображена, слова Норткотта трохи заспокоїли її, так як його неоднозначні відповіді та відмова згадувати такі деталі, як одяг Волтера або колір його очей, закріпили її надію на повернення сина.

#### Хлопчик, який казав про порятунок Волтера
Через сім років після страти Норткотта за повідомленнями преси ніби з'явився хлопчик, якого влада вважала однією з незнайдених жертв Вайнвілльських вбивств. Хоча в першочергових доповідях й висловлювалось припущення, що Норткотт вбив близько 20 дітей, не було знайдено жодних доказів цих тверджень. Сенфорд Кларк в своїх свідченнях казав, що під час його перебування на ранчо там утримувалося лише три хлопчики й ніхто з них не тікав. Поліцейські звіти та свідчення вбивць також вказують, що лише троє хлопчиків коли-небудь утримувалися в курникові на ранчо Норткотта — Волтер Коллінз, Льюіс та Нельсон Вінслоу, які всі були вбиті.

#### Частково упізнане тіло
Під час розслідування поліція знайшла сліди трьох могил, на які вказав Сенфорд Кларк, а в них 51 фрагмент людських тіл. Й хоча цілком тіло Волтера Коллінза так й не було знайдено, свідчення, які Сенфорд Кларк дав на слуханні вироку Сари Луїзи Норткотт, змусили владу штату Каліфорнія офіційно вирішити, що Волтер мертвий. Ті рештки, які ймовірно належали Волтеру, ніколи не використовували як докази проти Норткотта, оскільки його матір до того часу вже зізналась й була засуджена за вбивство цього хлопчика.
Й, оскільки повністю тіло Волтера так і не було виявлене, Крістін Коллінз вирішила, що її син дійсно живий й продовжувала розшукувати його весь залишок свого життя, але померла, так і не дізнавшись про його долю. Останньою згадкою про Крістін Коллінз є невелика газетна стаття, датована 1941 роком, коли вона в Верховному Суді намагалась відсудити в капітана Джонса (на той час він був уже у відставці) 15 562 долара.

### Артур Джейкоб Гатчінс
Артур Джейкоб Гатчінс-мол. (приблизно 1916 — приблизно 1954)
1933 року Артур Гатчінс написав 25-сторінкове зізнання в тому, як й чому він виконав роль зниклого хлопчика (наприкінці 2008 року журналу «People» вдалось отримати ці аркуші). Його матір померла, коли йому було дев'ять років, і через якийсь час у хлопчика з'явилась мачуха Вайолет Гатчінс, з якою в нього не налагоджувались стосунки. «Людина не розуміє, яким пеклом цей світ може бути в руках мачухи, яка ніколи тебе не хотіла й не любила», — написав він у зізнанні, де назвав себе «хлопчиком-авантюристом». Зрештою Гатчінс утік з дому й якийсь час подорожував автостопом. В придорожньому кафе в Де-Кальбе один відвідувач звернув увагу Гатчінса на його подібність до зниклого Волтера Коллінза. Коли Гатчінса знайшла іллінойська поліція, він мовчав, й поліція вирішила, що Гатчінс така ж жертва викрадення, як й Волтер Коллінз, й тому стала розпитувати його про зниклого хлопчика, так як Гатчінс був на вигляд приблизно того ж самого віку. Спочатку він сказав, що нічого не знає про Волтера, але потім, зрозумівши, що в нього з'явився шанс потрапити до Каліфорнії, а звідти й до Голлівуду, заявив, що він і є Волтером Коллінзом.
Коли обман викрився, Гатчінс на два роки потрапив до Державної школи навчання Айови для хлопчиків у Елдорі. В своєму зізнанні він відкрито висловив свої вибачення перед Крістін Коллінз та владою штату Каліфорнія. Ставши дорослим, Гатчінс став продавати концесії на карнавалах. В підсумку він став працювати в Каліфорнії тренером коней та жокеєм. Він одружився, в нього народилась донька Керол. Артур Гатчінс помер 1954 року від тромбу. За словами Керол Гатчінс, «тато просто обожнював пригоди. На мій погляд, він не міг зробити нічого поганого».

### Преподобний Ґустав Бріґлеб
Д-р Ґустав А. Бріґлеб (англ. Dr. Gustav A. Briegleb) (26 вересня 1881 — 20 травня 1943)
Бріґлеб — пресвітеріанський священик, один з перших в історії радіо-проповідників. Пастор лос-анджелеської пресвітеріанської церкви Св. Павла на бульварі Джефферсона (район Третьої авеню). Брав дієву участь в розслідуванні багатьох злочинів, здійсненних в Лос-Анджелесі у 1920—1930-х роках — зокрема, виступав з викриттями недобросовісності слідства в справі про викрадення Волтера Коллінза 1928 року. Добивався звільнення Крістін Коллінз, запротореної до психіатричної лікарні за відмову погодитись з версією подій у викладі Поліцейського управління Лос-Анджелесу.

### Льюїс та Нельсон Вінслоу
Льюїс Генрі Вінслоу (англ. Lewis Henry Winslow) (приблизно 1916 — приблизно 1928)

Нельсон Горацій Вінслоу-мол. (англ. Nelson Horatio Winslow, Jr) (приблизно 1918 — приблизно 1928)

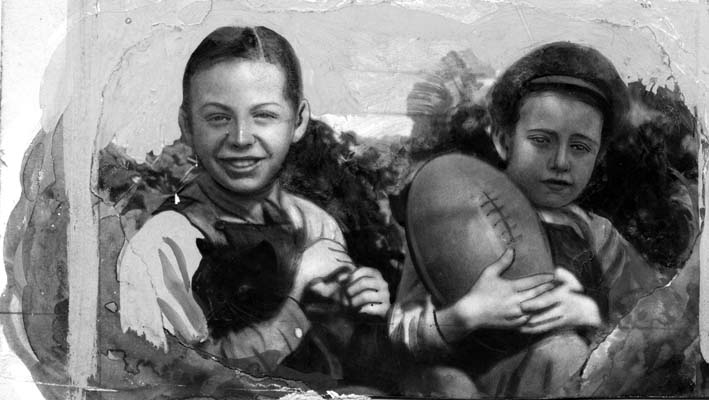
Льюїс (зліва) та Нельсон Вінслоу, які також стали жертвами Норткотта

12-річний Льюїс та 10-річний Нельсон були синами Нельсона Г. Вінслоу-старшого. Хлопчики зникли безвісти в Помоні, штат Каліфорнія, 16 травня 1928 року, коли о пів на сьому вечора пішли з дому до Слойд Білдінґу, який покинули десь біля восьмої. 19 травня батько хлопчиків отримав від них листа, в якому вони повідомляли його, що вирушають до Мексики з ціллю заробити грошей на будівництві яхт та аеропланів (лист було відіслано з Помони). 26 травня місцевий голова скаутів Г. Ґордон Мур припустив, що хлопчики могли втекти до сусіднього містечка Імперіал, аби набрати там динь-канталуп, й брав активну участь в їх пошуках. 28 травня Нельсон-старший отримав листа від Льюїса, який було відправлено з сусіднього міста Корона. В листі хлопчик запевняв батька, що вони добре проводять час, вдень сплять, а пересуваються вночі, й що йому не треба про них турбуватися. Хоча Норткотт й стверджував, що хлопчики Вінслоу ніколи не були на його фермі й він їх не вбивав, було доведено, що вони насправді там були присутніми: на фермі було знайдено обгорілу сторінку із журналу про авіацію (брати тоді якраз зацікавились авіацією), форму скаута (Льюїс Вінслоу був скаутом), кепку з ярликом магазину в Помоні (його власник згадав, що точно таку саму кепку він продав одному з братів Вінслоу) й нарешті поїдені вапном кістки, які було ідентифіковано як фаланги пальців дитини, вік якої відповідав вікові братів.
Але після цього почалось непорозуміння з самим вбивством хлопчиків. Було встановлено, що хлопчиків почергово посадили на стілець, а потім одному завдали удару сокирою, а другому — молотком (порядок лишився нез'ясованим). В підсумку Норткотт зізнався, що це він вбив Льюїса Вінслоу, а Нельсона вбив Сенфорд, що, поза тим, не пом'якшило вини Норткотта. У день судового слухання в справі Норткотта Нельсон Вінслоу-старший привів до будівлі суду натовп підтримки, аби лінчувати Норткотта після засідання. Поліція переконала його розпустити натовп, перш ніж Норткотта вивели з будівлі. Матір хлопчиків, як і Крістін Коллінз, також бачилась з Норткоттом до його страти, аби отримати від нього остаточне зізнання в їх смерті, але теж до тями нічого не добилася від нього.

### Наслідки для міста
Фрагменти тіл убитих Норткоттом дітей було знайдено на місці поховань, зроблених у вапні поблизу курника, — тому цей випадок і отримав назву «Вайнвілльські вбивства в курникові». Через галас довкола вбивств Вайнвілль 1 листопада 1930 року змінив свою назву на Міра-Лома. Тепер про колишню назву міста нагадують лише вулиця Вайнвілль Авеню, дорога Вайнвілль-роуд та Вайнвілль Парк. Сенфорд Кларк повернувся до себе додому, в Саскатун. Саскатунські нотаріальні акти вказують, що Сенфорд Веслі Кларк помер 20 червня 1991 року та був похований на цвинтарі Саскатун Вудлон 26 серпня 1993 року.

## У культурі
- 2008 року вийшов американський фільм «Підміна» (англ. Changeling), знятий Клінтом Іствудом за сценарієм Джозефа Майкла Стражинськи. Хоча в ньому й використовувались реальні імена, вся історія Ґордона Стюарта Норткотта була в основному зведена до мінімуму. На першому плані було показано трагічну історію Крістін Коллінз (у виконанні Анджеліни Джолі), яка безуспішно намагалась довести, що хлопчик, якого їй повернули, не її син. У фільмі зображено майже всіх ключових персонажів цієї історії, окрім матері Норткотта Сари Луізи Норткотт, яка й була визнана винною у вбивстві Волтера Коллінза. Від реальних подій фільм відрізняється в основному дрібними деталями. Наприклад, Сенфорд Кларк у фільмі заявляє, що Норткотт його кузен, або глядачу показують, що в психіатричних лікарнях у той час використовувалась електрошокова терапія, хоча в дійсності вона стала застосовуватись лише десять років по тому. Автори фільму також запропонували власну інтерпретацію мотивів, за якими Артур Гатчінс видав себе за Волтера Коллінза (відповідно до їхньої версії, лос-анджелеська поліція змусила його піти на цю оману, аби втихомирити суспільний тиск). У фіналі фільму також подається посилання на хлопчика, який через п'ять років зізнається, що йому вдалося разом з Волтером Коллінзом втекти з ранчо у Вайнвіллі. Насправді не існує жодних доказів того, що викрадені Норткоттом хлопчики здійснили спробу втечі й що Волтеру Воллінзу вдалося втекти.
- В американському кримінальному радіо-шоу «Dragnet» (укр. «Облава»), де розповідалось про злочини, з якими мала справу лос-анджелеська поліція, 7 червня 1951 року відбувся випуск під назвою «The Big Imposter» (укр. «Великий самозванець»), присвячений цій історії. А коли шоу перейшло на телебачення, сценарій випуску було адаптовано для телеспектаклю, який було показано 4 грудня 1952 року. Весь сюжет ґрунтувався на історії Артура Гатчінса, який оманою видавав себе за Волтера Коллінза, але імена персонажів було змінено. Від реальності сюжет відрізнявся в головному тим, що замість матері-одиначки Крістін Коллінз було введено дідуся-опікуна, який виховував хлопчика після смерті батьків[38].
- В американському телесеріалі «Криміналісти: мислити як злочинець» у 5 сезоні є епізод «Haunted», показаний 30 вересня 2009 року, в якому використовувались деталі Вайнвілльських вбивств, такі як серійний вбивця, який вбиває маленьких дітей та позбувається їх тіл за допомогою негашеного вапна.
- У серіалі «Американська історія жахів: готель» (4 серія) фігурують вайнвілльські вбивства в курникові. Син Хейзел Еверс (прачки) — одна з жертв Норткотта.